# Момина-Клисура
Момина-Клисура (болг. Момина клисура) — село в Болгарии. Находится в Пазарджикской области, входит в общину Белово. Население составляет 997 человек.

## Политическая ситуация
В местном кметстве Момина-Клисура, в состав которого входит Момина-Клисура, должность кмета (старосты) исполняет Илия Стоянов Маринков (независимый) по результатам выборов правления кметства.
Кмет (мэр) общины Белово — Кузман Атанасов Маринков (коалиция в составе 3 партий: Национальное движение «Симеон Второй» (НДСВ), Болгарская социал-демократия (БСД), Союз свободной демократии (ССД)) по результатам выборов в правление общины.